# TERCOM

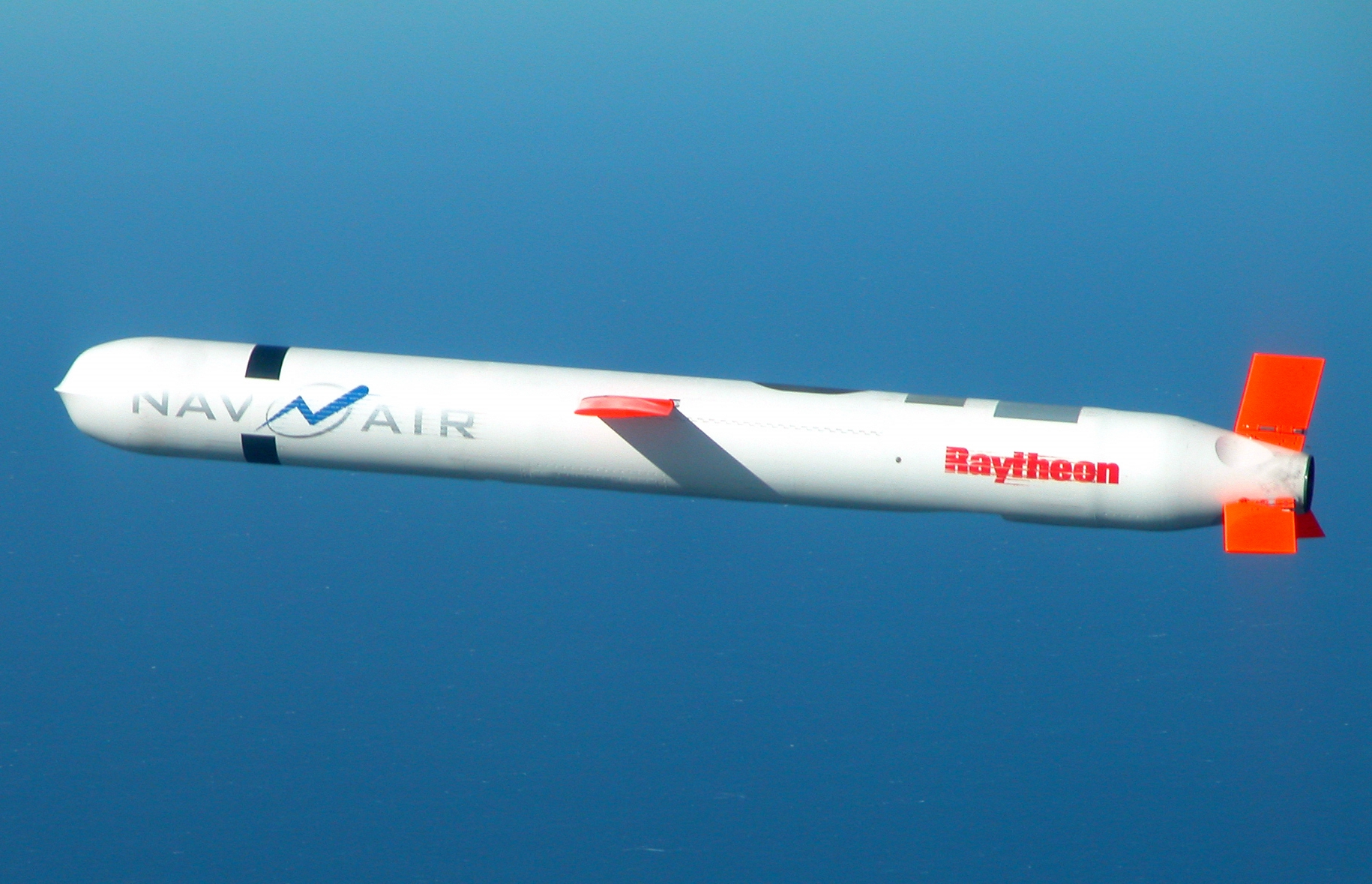
Le missile de croisière américain Tomahawk emploie le TERCOM pour ses attaques de précision. Ici, un RGM/UGM-109E Tomahawk (TLAM Block IV), en essai à China Lake, Californie. (10 novembre 2002)

Le TERCOM, de l'anglais : « TERrain COntour Matching », que l'on peut traduire par « correspondance de relief du terrain », est un système de navigation évolué utilisé principalement par les missiles de croisière. Il améliore considérablement la précision d'un missile, comparé à ce que peut donner un système de navigation inertielle, ce qui lui permet de voler plus près des obstacles et à des altitudes généralement plus faibles, le rendant ainsi bien plus difficile à détecter par les radars terrestres.

## Principe de fonctionnement (basique)
Le TERCOM emploie une carte des reliefs préenregistrée dans sa mémoire interne, qui sera ensuite comparée aux mesures effectuées pendant le vol par le radar altimétrique du missile. Si des différences sont détectées au moment de la superposition des deux cartes, une correction est effectuée pour ramener le missile dans la bonne trajectoire de vol.
Une comparaison élémentaire permettrait de comprendre aisément le fonctionnement d'un tel système : Lorsqu'une personne se déplace dans une pièce de sa maison plongée dans l'obscurité totale, elle avance en tâtonnant le décor jusqu'à réussir à atteindre l'interrupteur qui active l'éclairage principal. Ce que la personne fait dans l'obscurité, en touchant le décor et en « s'imaginant » où elle est en train de marcher exactement, correspond à ce que fait le TERCOM pour un missile de croisière. Si la personne ne connaissait pas cette pièce par cœur, elle pourrait passer beaucoup de temps à chercher où se trouve l'interrupteur, mais comme elle la connait bien, elle se guide en touchant les éléments du décor et y parvient rapidement. De la même manière, les cartes préenregistrées dans la mémoire du TERCOM sont nécessaires pour lui permettre de savoir en permanence où il se trouve.

## Description
Les « cartes » de navigation du TERCOM consistent en une série de bandes de terrain que le missile est censé survoler, encodées sous la forme d'une succession de valeurs d'altitudes. Comme un radioaltimètre ne mesure que des hauteurs relatives par rapport au sol, et pas une valeur absolue d'altitude (par rapport à la mer), les cartes sont donc encodées sous la forme d'une série de changements d'altitude, ces valeurs ne reflétant pas forcément les altitudes réelles des éléments survolés. En parallèle, les bandes de terrain de chaque côté du trajet prévu sont également enregistrées, afin de permettre au missile de reprendre le bon chemin s'il dévie de sa route. Si le plan de vol prévoit un survol d'une grande étendue d'eau, les cartes de relief sont remplacées par des cartes de champs magnétiques, car le TERCOM n'aurait alors aucun relief à comparer et risquerait de faire des erreurs.
Le radar altimétrique du missile collecte les mesures effectuées pendant le vol et les stocke dans une mémoire tampon, qui les rassemble par petits intervalles de temps pour créer une valeur moyenne unique. Les séries de valeurs moyennes enregistrées en mémoire tampon (qui correspondent donc chacune à une minuscule portion de terrain), sont alignées à la suite les unes des autres et créent donc une image virtuelle du terrain survolé. Cette image virtuelle temporaire est alors comparée, par superposition, à celle qui était préenregistrée dans la mémoire interne du missile, ce qui lui permet de déterminer avec précision sa position et son cap. En cas de superposition partiellement erronée, le système de traitement peut ramener le missile dans le bon chemin.
Pendant le vol de croisière du missile, la seule fonction du système est d'éviter les éléments du relief, ce qui ne nécessite pas forcément une précision extraordinaire. Les cartes de terrain de cette partie du vol sont donc généralement en basse résolution, suffisantes pour que le missile n'aille pas percuter le décor. Seules les portions de terrain entourant la phase finale du vol du missile doivent être de résolution élevée, de manière à éviter les dommages collatéraux si la cible est au milieu d'une zone habitée densément peuplée. Cette partie du terrain est normalement encodée selon les plus hautes résolutions disponibles dont disposent les satellites militaires effectuant la cartographie pour le pays possesseur du missile.
En raison de la quantité assez limitée de mémoire de masse disponible dans les systèmes des années 1960 et 1970, ainsi que leurs temps d'accès assez longs, la quantité maximale de données de comparaison qui pouvait être stockée à l'intérieur d'un missile était bien trop faible pour pouvoir cartographier l'intégralité du vol à effectuer. En conséquence, seules de petites parcelles de terrain étaient cartographiées, et utilisées périodiquement pour effectuer la mise à jour d'un système de navigation inertielle qu'emportait également le missile. Ces systèmes, combinant le TERCOM et une plateforme inertielle classique, étaient parfois désignés TAINS, pour « TERCOM-Aided Inertial Navigation System » (système de navigation inertielle aidée par un TERCOM).

### Avantages
Les systèmes TERCOM possèdent l'avantage d'offrir une précision qui n'est nullement affectée par la longueur du vol à effectuer. Alors que les systèmes inertiels sont inévitablement affectés par une lente dérive après chaque correction, qui ne peut que s'accentuer au fil du temps, les systèmes TERCOM reçoivent en permanence des corrections pendant tout le vol, et ne sont donc affectés d'aucune dérive. Leur précision absolue est cependant tributaire de la qualité et de la précision des cartographies radar effectuées par le satellite (généralement de l'ordre de quelques mètres), ainsi que de la capacité du processeur de traitement du missile à traiter le plus rapidement possible une importante quantité de données de mesures, arrivant en flot continu en provenance du radar altimétrique. Cette capacité de calcul est bien évidemment directement reliée à la résolution employée par le satellite : si elle augmente, le traitement de données à effectuer sera d'autant plus important. Ce paramètre était généralement la cause d'une limitation des capacités des premiers missiles à technologie TERCOM, qui ne pouvaient alors attaquer que des cibles de grande taille (plusieurs centaines de mètres), ce qui les cantonnait alors à la seule tâche d'employer des ogives nucléaires. L'emploi de charges conventionnelles nécessitait une bien meilleure précision, ce qui nécessitait à son tour l'ajout d'un système de guidage terminal évolué.

### Inconvénients
L'un des gros inconvénients des systèmes TERCOM vient du fait que la totalité du chemin à parcourir doit être prévue à l'avance, incluant également son emplacement de tir initial. Si le missile est lancé depuis un emplacement non prévu, ou s'il dérive trop loin de sa route initiale, il ne survolera jamais les portions de terrain enregistrées dans sa mémoire et se perdra irrémédiablement. Le système de navigation inertielle peut toutefois apporter un vrai plus dans ce domaine, car il permet au missile d'aller rejoindre la zone approximative du début de la navigation, afin que le missile puisse commencer son vol comme s'il était parti du bon emplacement. Le TERCOM est donc finalement un système moins flexible que d'autres solutions plus modernes, telles que le système de positionnement par satellites, qui peut être tiré vers toutes les directions en partant de n'importe quel point du globe, et ne nécessite aucune sorte de cartographie préprogrammée pour effectuer sa tâche. De cette manière, la cible d'un missile à guidage par satellite peut être indiquée à ce dernier à la dernière minute avant le lancement.

## Comparaison avec d'autres systèmes de navigation

### DSMAC
Les premiers missiles de croisière n'avaient pas de cartographie effectuée par satellite sur laquelle s'appuyer pour obtenir des informations, et un système reprenant les grandes lignes du principe de fonctionnement du TERCOM fut imaginé. Il employait des photographies, en lieu et place des mesures d'élévations qu'effectue le radar altimétrique des missiles dotés de TERCOM. Une série de photographies, prises par des avions de reconnaissance, était installée à l'intérieur d'un carrousel contenu dans le missile. Ces photos étaient sélectionnées à des intervalles précis et visionnées via une caméra de télévision. Une autre caméra prenait des photos du sol défilant sous le missile et les affichait sur un écran similaire. Un ordinateur comparait les deux écrans et tentait de faire correspondre en superposition les limites des zones de fort contraste de chacune des deux images, et les décalages obtenus, qui nécessitaient donc une correction pour être supprimés, menaient à la création d'une consigne qui déterminait la position et le cap à suivre par le missile. Malheureusement, le système se montra extrêmement lent, et aucun ne fut employé de manière opérationnelle, ce rôle ayant rapidement été repris par le TERCOM.
De nos jours, les grandes facultés de traitement de l'électronique moderne, associées à des composants de mémoire de capacité très importante, ont totalement changé la donne. Les systèmes modernes peuvent enregistrer de nombreuses images d'une cible, vue sous tous les angles, et l'imagerie peut même assez fréquemment être effectuée grâce à des procédés de synthèse. De la même manière, la complexité des systèmes d'imagerie en temps réel a été grandement diminuée, essentiellement grâce à l'apparition de technologies nouvelles, tels des capteurs à transfert de charge (CCD). La combinaison de ces technologies amena à la création d'un système désigné « Digital Scene-Mapping Area Correlator », ou DSMAC (corrélateur de zones de cartographie numérique) ou le scanneur optique du missile balaie le spectre visible et le compare avec sa banque d'images pour identifier le parcours et sa cible. Le DSMAC est de nos jours fréquemment employé avec le TERCOM, afin de pouvoir effectuer une attaque terminale de grande précision, ce qui permet d'employer des missiles de croisière dotés de charges conventionnelles.

### Navigation par satellite
Un autre moyen de guider un missile de croisière est l'emploi des systèmes de navigation par satellite, tels que les systèmes GPS ou GLONASS. Ces systèmes sont très précis et relativement bon marché. Malheureusement, ils reposent intégralement sur les satellites. Si ces derniers sont brouillés ou détruits, les récepteurs associés au système de navigation deviennent inopérants. Le principe reste toutefois assez avantageux, surtout s'il est employé lors de conflits contre des pays n'ayant pas un niveau technologique très avancé, ce qui est finalement assez souvent le cas. D'un autre côté, pour pouvoir faire face à un ennemi bien équipé, les pays doivent inévitablement intégrer dans leur arsenal des missiles à technologie TAINS et DSMAC.

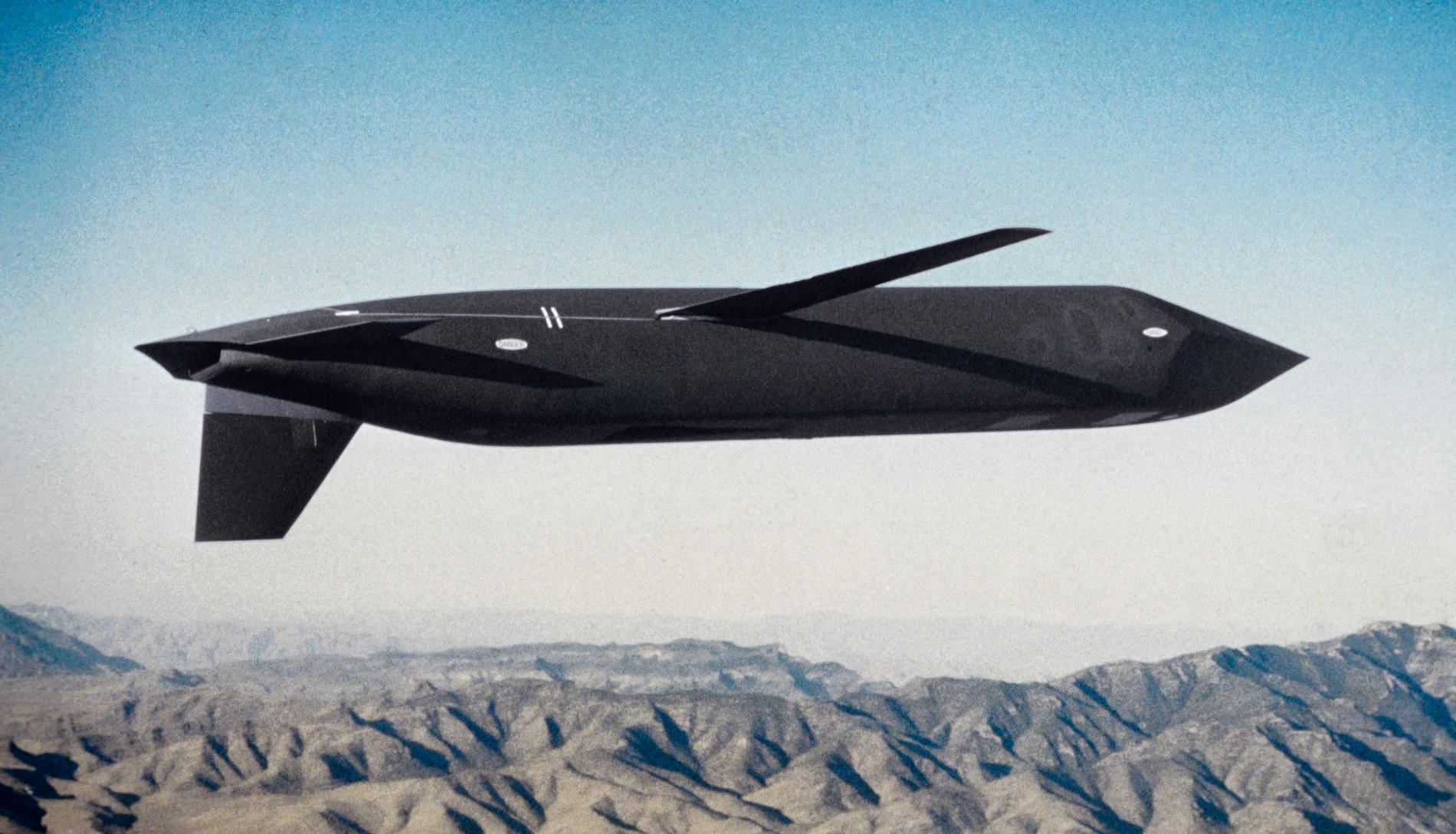
Un missile AGM-129 ACM en vol.

## Liste de missiles employant un système de navigation TERCOM
Ceci est une liste non exhaustive, certains missiles étant soumis à un secret poussé et certains n'étant pas encore bien connus de nos jours :

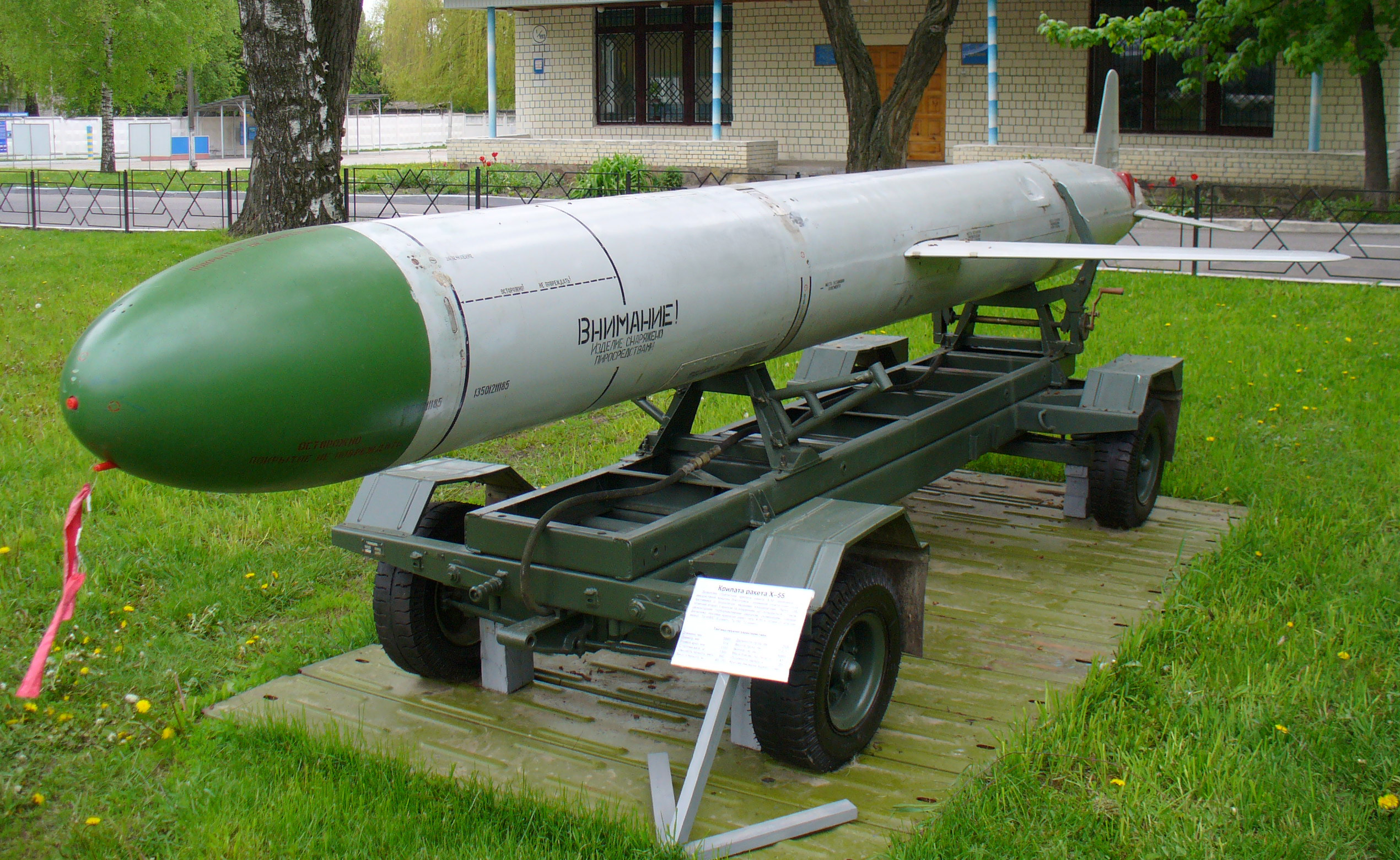
Un Kh-55 au musée de la force aérienne ukrainienne.

- Supersonic Low Altitude Missile : ce missile, jamais construit, devait employer une version primitive du TERCOM.
- AGM-86B ALCM
- AGM-129 ACM
- BGM-109 Tomahawk (selon versions)
- C-602
- Kh-55
- C-802 (aucune certitude)
- Hyunmoo-3
- DH-10
- Babur
- Ra'ad
- Naval Strike Missile
- SOM (missile)
- Hongniao